# Ardisia opegrapha
Ardisia opegrapha är en viveväxtart. Ardisia opegrapha ingår i släktet Ardisia och familjen viveväxter.

## Underarter
Arten delas in i följande underarter:
- A. o. opegrapha
- A. o. paquitensis
- A. o. wagneri